# Savigny-en-Revermont
Savigny-en-Revermont település Franciaországban, Saône-et-Loire megyében. Lakosainak száma 1141 fő (2022. január 1.). Savigny-en-Revermont Beaurepaire-en-Bresse, Courlaoux, Condamine, Flacey-en-Bresse, Sagy, Le Fay, Beaufort-Orbagna, Trenal és Val-Sonnette községekkel határos.

## Népesség
A település népessége az elmúlt években az alábbi módon változott:
| Lakosok száma | 1173 | 1187 | 1189 | 1156 | 1142 | 1137 | 1132 | 1129 | 1141 |
|               | 2013 | 2015 | 2016 | 2017 | 2018 | 2019 | 2020 | 2021 | 2022 |